# Eiskunstlauf-Europameisterschaft 1892
Die 2. Eiskunstlauf-Europameisterschaft fand am 24. Januar 1892 in Wien statt. 

## Ergebnis

### Herren
| Platz | Sportler                | Land                 |
| ----- | ----------------------- | -------------------- |
| 1     | Eduard Engelmann junior | Kaisertum Österreich |
| 2     | Tibor von Földváry      | Ungarn               |
| 3     | Georg Zachariades       | Kaisertum Österreich |
| 4     | Karl Kaiser             | Kaisertum Österreich |
| 5     | Josef Nowy              | Kaisertum Österreich |
| 6     | Gustav Hügel            | Kaisertum Österreich |
| 7     | Alfred Klement          | Kaisertum Österreich |
| 8     | Fritz Ahrendt           | Deutsches Reich      |
|       | Carl Sage (Z)           | Kaisertum Österreich |
|       | Fritz Rehm (Z)          | Deutsches Reich      |

- Z = Zurückgezogen

Punktrichter:
| - L. Stickler Deutsches Reich - J. Ehrlich Ungarn - M. Mitscha Deutsches Reich - F. Wolff Deutsches Reich - Bieberhofer Kaisertum Österreich | - C. Felgel Kaisertum Österreich - C. Fillunger Kaisertum Österreich - E. Schmidt Kaisertum Österreich - A. Tuschel Kaisertum Österreich - M. Wirth Kaisertum Österreich |

## Quelle
- European figure skating championships 1891–1899. Skatabase, archiviert vom Original am 4. Dezember 2008; abgerufen am 18. Mai 2018 (englisch).